# Forum culturel autrichien de New York

Le Forum culturel autrichien de New York (Austrian Cultural Forum, Österreichisches Kulturforum) est une institution culturelle créée en 1942 afin de maintenir une présence culturelle autrichienne à New York.

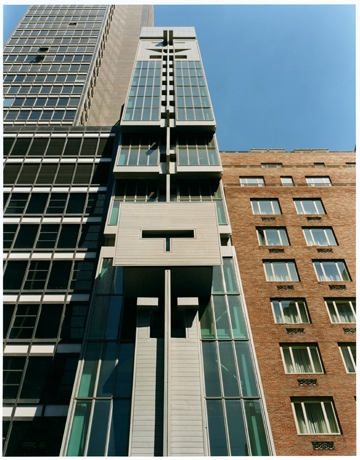
Facade

## Histoire
L’Austrian Cultural Forum of New York a été fondé en 1942 par des émigrés autrichiens, parmi lesquels Irene Harand. 
Depuis 1963, le Forum se situe au 11, East 52nd Street, (entre la cinquième et Madison Avenue), en plein cœur de Manhattan. Il est la représentation culturelle officielle du gouvernement fédéral autrichien. 
Entre 1995 et 2002, d'importants travaux sont entrepris et un nouveau bâtiment est édifié, à l’architecture singulière, conçu par Raimund Abraham. 
Depuis septembre 2007, le Forum culturel autrichien a pour directeur Andreas Stadler. Il fut entre autres précédé par Christoph Thun-Hohenstein, Wolfgang Waldner, Peter Marboe, Fritz Cocron et Wilhelm Schlag.

## Bâtiment
Un concours fut lancé en 1992 pour la reconstruction du bâtiment.
L’architecte Raimund Abraham se vit confier le projet, parmi 226 candidatures.
Le bâtiment achevé en 2002 fut érigé dans un espace de 7,5 mètres de longueur, au cœur de Manhattan. 
Ce bâtiment à l’architecture singulière s’étend sur 24 étages pour 84 mètres de haut.
La façade, qui s’incline sur plusieurs étages vers le haut, est constituée de verre et de glace.
Cette construction est considérée comme l’un des projets architecturaux les plus intéressants de l’histoire du nouveau New York et jouit d’une grande réputation.
Il comprend une galerie sur plusieurs étages, un amphithéâtre, une bibliothèque, des salles de réception, des bureaux ainsi que les appartements du directeur. 
Des visites guidées sont organisées pour des écoles d’architectures provenant du monde entier, curieuses de découvrir le bâtiment et son architecture.

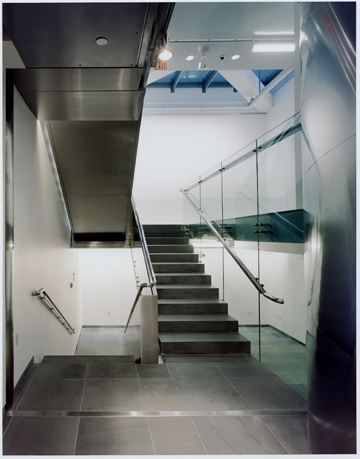
La galerie et l'escalier

## Missions et activités
Le Forum culturel autrichien organise de nombreuses manifestations qui sont l’occasion de rencontres et d’échanges culturels entre un public américain, européen et autrichien.
Il a pour mission essentielle de promouvoir les activités culturelles de leurs partenaires autrichiens à travers les États-Unis, en en proposant une vision artistique contemporaine.
Le Forum culturel autrichien soutient par là même des artistes contemporains autrichiens en leur offrant la possibilité de s’exprimer et d’être représentés sur le territoire américain.
Il se donne aussi pour mission d’éveiller la curiosité et l'intérêt du public américain pour la culture autrichienne.
Par ailleurs, le Forum culturel autrichien de New York est également chargé de la collaboration culturelle et scientifique avec les autres États des États-Unis, excepté Washington DC qui dispose de son propre Forum culturel au sein du consulat.

### Expositions
Le Forum culturel autrichien (ÖKF/ACF) dispose de cinq étages dédiés aux expositions.
Trois expositions de grande envergure sont organisées chaque année, auxquelles s’ajoutent des installations ponctuelles.
Le ÖKF fait souvent appel à des curateurs et des artistes des deux pays, respectivement l’Autriche et les États-Unis, afin que l’échange culturel soit optimal.

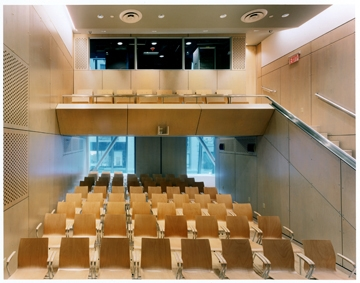
Une salle des concerts et des fêtes

### Concerts et performances
La majorité des concerts et représentations ont lieu dans l’amphithéâtre, conçu à cet effet. 
Le programme se veut diversifié et propose des concerts allant de trios au répertoire classique, jusqu’à des ensembles contemporain ou big band de jazz.
Cependant, les collaborations étroites avec d’importantes institutions new-yorkaises telles que le Carnegie Hall, Jazz Standard ou Movement Research étendent les représentations au-delà des portes du Forum Culturel.

### Film
Tout au long de l’année, des films ayant un lien direct avec l’Autriche sont proposés au public, tout comme une série de films en rapport avec les événements organisés au sein du Forum culturel autrichien.

### Littérature
Le Forum culturel autrichien propose également un programme riche en littérature. De nombreuses discussions sont organisées ainsi que des lectures, le plus souvent en présence des auteurs.
Le ÖKF s’attache à faire découvrir une littérature autrichienne contemporaine et innovante.
Il prend également part au Festival International de Littérature à New York Word Voices organisé par le PEN Center.

## Bibliothèque
La bibliothèque du Forum culturel qui se situe au quatrième étage dispose d’une collection de plus de 10 000 ouvrages regroupant les domaines de la littérature, des arts et de la culture.
Ces ouvrages, qui sont actuellement référencés par voie informatique, sont consultables sur le site de la bibliothèque centrale.
La bibliothèque du Forum culturel autrichien est membre du réseau européen de New York European Book Club qui organise de façon mensuelle des rencontres autour d’une œuvre européenne.

## Sources
- Seidl, Walter: Zwischen Kultur und Culture. Das Austrian Institute in New York und Österreichs kulturelle Repräsentanz in den USA.

Böhlau Verlag, Wien 2001.
- Photo : Robert Polidori